# Arenga
Arenga (z fr. harangue, slavnostní řeč; vzešlé z germánského hariring, tj. Heeresring – shromáždění vojska do kruhu při slavnostní řeči) se nazývá v diplomatice rétorická formule v listině, zpravidla se jí uvádí text listiny (ovšem pozice může v konkrétních případech kolísat), kde je vyjádřena obecná motivace zlistinění, vydání listiny, není tedy právně zásadní. Jedná se o velmi starobylou součást listiny, která se objevuje již ve starém Římě a ve slavnostních listinách přežívá dodnes (je pravidelnou součástí preambulí). V byzantských listinách se označuje jako prooimion.

## Užívání
Arenga je zajímavá z několika důvodů. Arengy jsou zpravidla stylisticky nejvytříbenější částí listiny (záleží na způsobu provedení listiny, ty jednodušší arengu nemusely mít vůbec, případně mohla splývat s narací), proto také nebyly vynechávány při přepisech listin do formulářových sbírek. Z obecného shrnutí důvodů vydání lze také zachytit i ideologii vydavatele. Arenga, pokud nebyla pouze vyhotovena podle daného vzoru, může osvětlit i diktát listiny, tj. charakteristické obraty a dikci jednotlivých osob v kanceláři vydavatele.
Do poloviny 10. století byly typické arengy jen krátké a stručné, později byly rozsáhlejší, např. zakládací listina Univerzity Karlovy je známa velmi rozpracovanou arengou. Za císaře Jindřicha II. se příležitostně objevuje arenga i jako rýmovaná próza.
Arenga předkládá všeobecné motivy, které vydavatele vedly k vydání listiny. Pojednává (často v patetickém stylu) o vydavatelově ctnosti, o božské náklonnosti, právech nebo míru, může obsahovat i citáty z bible, právnických knih či literárních děl.
V papežských bulách a encyklikách se arenga cituje jako incipit, např. Unam sanctam (1302) nebo In Coena Domini (1363).

## Příklady
1223
Quoniam ea, que pie ac laudabiliter a predecessoribus ordinata dinoscuntur esse, vel rite concessa, a regia munifencia immutari debent aut minui, set conservari potius et augeri…
Poněvadž nemá být to, o čem je povědomost, že bylo zbožně a chvályhodně zařízeno od předchůdců nebo od nich řádně povoleno, královskou štědrostí měněno nebo zmenšováno, nýbrž vše spíše uchováváno a zvětšováno...
12. února 1235
Quoniam labilis est memoria hominum, ea, que geruntur in tempore, ut simul labantur cum tempore, solent testibus et privilegiis confirmari.
Poněvadž nestálá je paměť lidí, aby ty věci, jenž se dějí v času, spolu s časem nezhynuly, obyčejně je nutno je svědky a zápisy upevniti.
27. srpna 1265
Scientes, quod in multitudine populi sit gloria principis, quodque numerositate subditorum attolatur honor et potencia regie maiestatis, ad honorem et decus principatuum nostrorum loca deserta et inuia, quorum ad hec situacio habilis est et apta, per filios hominum inhabitari et excoli procuramus divinis obsequiis et humanis usibus pro futura.
Vědouce, že v množství lidu je sláva vládce, a že také v rozmnožení poddaných ukazuje se čest a moc královského majestátu, ku cti a ozdobě našeho knížectví místa pustá a neschodná, jejichž položení je k tomu příhodné a schopné, rozkazujeme syny lidskými obsaditi a vzdělati, božskému vnuknutí a lidskému požívání do budoucna.
1. května 1272,
Cum in humanis disposicionibus nichil ad summe soliditatis culmen valet pervenire, sed semper de gestis hominum quamuis racionabilibus sub serenitatis tempore ovlivionum nebulas et calupniarum timere oporteat tempestates, necesse est ea, que inter subditos iuste et racionabiliter disponuntur, ad ipsorum perpetuam firmitatem scriptis autencicis comendari et auctoritate superioris adhibita perhennari, ut de scripture indicio rei geste aquiratur memoria et relinquatur euidens testimonium veritati.
Poněvadž v lidském způsobu nic k svrchované pevnosti nemůže dojíti, ale vždycky pro činy lidské ačkoli rozumné za jasného počasí, je třeba se obávati zapomenutí mlh a protivenství bouře, je tedy nutné ty, které se mezi poddanými spravedlivě a rozumně uspořádají, k jejich věčné stálosti listy hodnověrnými stvrditi a nejvyšší mocí zvěčniti, aby písmem pro věci, které se udály, nalezena byla paměť a svědectví pravdy zjevné bylo pozůstaveno.
8. června 1278
Detrimentum pati poterunt gesta sive paccio mortalium, nisi valido litterarum et testium vigore fulcita roborentur.
Újmu by mohly utrpět události nebo dohoda lidí smrtelných, leda by byly stvrzeny mocí listů a svědků.
25. května 1440
Wenne alle handelunge, geschefte und geschicke der lawte, die in czeiten gescheen, in czukunftigen czeiten aus dem gedechtnusse kommen und vorgessen werden und darumb ist not, das sie mit briflicher beweisunge bewert, befestent und bestetiget werden 
Neboť všechny činy, ujednání a děje slov, které se dějí v čase, v budoucích časech vyjdou z paměti a jsou zapomenuty, je proto nutné je listinným důkazem zajistiti, upevniti a potvrditi.
8. února 1450
Wsseho prziebiehu swieta tohoto a lidske zgednanie s pamieti zachazie, kdyz pamieti listy zgednane nenie.